# Eficiència energètica
L'eficiència energètica és la mesura la proporció d'una quantitat d'energia que un equip fa servir per l'objectiu perseguit. En altres paraules obtenir un màxim d'efectes amb un mínim de recursos i de residus. El més sovint, l'energia es perd en forma de calor residual.
L'eficiència energètica es sol calcular de dues maneres. D'un costat, tot ell consum d'energia durant la vida útil d'un equip, com ara tota la gasolina que un cotxe consumeix, això és l'energia que l'usuari paga directament quan fa servir el producte. D'un altre costat es pot fer «l'anàlisi del bressol a la tomba» que calcula el consum d'energia total d'un producte, des de l'extracció de les primeres matèries fins al tractament dels residus. Per facilitar la vida al consumidor quan vol comparar diferents productes, la Unió Europea va desenvolupar l'etiqueta d'eficiència energètica.

## Uns casos particulars
Si l'objectiu és llum, l'eficiència d'una làmpada es mesura en lumen per watt. La diferència d'eficiència pot ser considerable segons la tecnologia. l'obsoleta bombeta d'incandescència només transformava 10% de l'energia en llum, i el resta en calor. Si la bombeta produïa entre 8 i 16,7 lumen per watt, les bombetes d'estat solid (LED), atenyen entre 100 i 500 lumen per watt, depenent del fabricat i del color.
Si l'objectiu és calor, l'eficiència tèrmica és pot calcular com la calor que es dispersa en l'espai per escalfar i per exemple, la calor que s'escapa per la ximineia. Es parla de coeficient de rendiment (COP, de l'anglès Coefficient of Performance) Un radiador elèctric que produeix quasi 100% de calor, té un COP 1, el que vol dir que 100% de l'energia es transforma en calor. Una bomba de calor pot arribar a una eficiència fins a 500%, segons la mena d'equip i les condicions de l'entorn. Com que tots processos de transformació d'energia produeixen calor residual, es pot també augmentar l'eficiència energètica en desenvolupar sistemes que permeten explotar la calor residual per escalfar, com ara la calefacció urbana o la cogeneració.
En informàtica es parla de rendiment per watt o en l'anglòfil argot informàtic performance per watt. La quantitat de calor residual esdevé problemàtic per dues raons: l'absència d'eficiència dels ordenadors en esdevenir un product de massa pesen en el balanç energètic i els superordinadors consumeixen doblement: per funcionar i per refredar-les com que a partir d'una certa temperatura ja no funcionarien. Es calcula l'eficiència en nombre de còmputs per joule.
En l'avaluació d'edificis el càlcul de l'eficiència energètica esdevé molt complex i s'han d'integrar una pila de variables: les necessitats (calor, llum, motriu…) l'aïllament, el factor 4, l'autoproducció i autoconsum, l'eficiència energètica de cada equip fix…
En l'avaluació de cotxes es calculava tradicionalment l'eficiència en km per litre de combustible litres per 100 km. Ara, per comparar cotxes a combustible fòssil, híbrid o elèctric, es pot calcular el cost de l'energia per 100 km. A més, per arribar a mesures comparables, s'han de fer tests estandarditzats, com que hi ha molts factor que hi intervenen en el consum d'energia: velocitat, tipus de carretera, estil de conducció, densitat del trànsit, temperatura exterior, etc.